# دیو میرز (کارگردان)
دیو میرز (انگلیسی: Dave Meyers؛ زادهٔ ) یک کارگردان اهل ایالات متحده آمریکا است. وی از سال ۱۹۹۷ میلادی تاکنون مشغول فعالیت بوده‌است.